# Xiao Aihua
Xiao Aihua (chiń. 肖爱华; ur. 16 marca 1971 w Jiangsu) – chińska florecistka, dwukrotna medalistka mistrzostw świata.
W 1989 roku zdobyła brązowy medal w zawodach indywidualnych na mistrzostwach świata juniorów w Atenach.
Podczas mistrzostw świata w Lyonie w 1990 roku Chinki w składzie: Liang Jun, Sun Hongyun, Xiao Aihua i E Jie zdobyły brązowy medal w turnieju drużynowym. W tej samej konkurencji zdobyła również brązowy medal na mistrzostwach świata w Seulu w 1999 roku. Na tej samej imprezie zajęła też siódme miejsce w rywalizacji indywidualnej.
Wystartowała na igrzyskach olimpijskich w Seulu w 1988 roku, zajmując piąte w zawodach drużynowych. Na rozgrywanych cztery lata później igrzyskach olimpijskich w Barcelonie, zajęła piętnaste miejsce indywidualnie i szóste drużynowo. Następnie wystąpiła na igrzyskach olimpijskich w Atlancie w 1996 roku, gdzie indywidualnie była szósta, a drużynowo siódma. Brała także udział w igrzyskach olimpijskich w Sydney w 2000 roku, indywidualnie zajmując piąte miejsce, a drużynowo siódme.
Na igrzyskach azjatyckich w Pekinie (1990) zdobyła srebro indywidualnie i złoto drużynowo. Podczas igrzysk azjatyckich w Hiroszimie (1994) zdobyła złote medale w obu konkurencjach floretu. Ponadto na igrzyskach azjatyckich w Bangkoku (1998) zwyciężyła w zawodach indywidualnych, a drużynowo była druga